# Mambo (CMS)
Mambo (voorheen Mambo Open Source of MOS) was een vrij contentmanagementsysteem voor het beheer van webcontent via een eenvoudige webinterface. Mambo trok veel gebruikers aan door het gemak in gebruik. Mambo beschikte ook over geavanceerde mogelijkheden zoals paginacaching ter verbetering van de prestaties op drukke websites, geavanceerde sjabloontechnieken en een behoorlijk robuuste api. Het kan ook taken als indexering (zie ook technieken van zoekmachines) voor statische pagina's automatiseren. Mambo kan daarnaast RSS-feeds genereren, printversies maken, nieuwskoppen, blogs, enquêtes en kalenders tonen en beschikt verder over een zoekfunctie voor de webpagina's, taalbeheer en heeft nog vele andere mogelijkheden.
Mambo werd gepubliceerd onder de GNU General Public License (GPL) versie 2-voorwaarden. Hierdoor is Mambo opensourcesoftware. De laatste versie dateert uit 2008. Tegen die tijd waren de meeste ontwikkelaars overgestapt naar de forks Joomla en MiaCMS.

## Mambo Foundation
De rechten van de Mambo CMS-code, de naam en copyrightrechten zijn beschermd door Mambo Foundation (verder te noemen: de Mambo Stichting), een non-profitorganisatie die gevormd is om het Mambo Open Source project te ondersteunen en te promoten.

## Minimumeisen
Vanaf 8 juni 2006 bestaan de minimumeisen voor Mambo uit:
- Apache (versie 1.3.19 of hoger)
- MySQL (versie 3.23.x of hoger)
- PHP (versie 4.2.x of hoger)

Mambo is uitgebreid getest op Linux, FreeBSD, Mac OS X en Windows NT/2000/XP. Linux of een van de BSD's wordt aangeraden, maar een ander systeem dat de drie genoemde softwarepakketten kan laten draaien zal ook werken. Bovendien zal Mambo correct worden weergegeven in de meest gangbare browsers: Internet Explorer (versie 5.5+), Netscape, Opera en Firefox.
PHP moet zijn geïnstalleerd en worden ondersteund door MySQL en Zlib om Mambo succesvol te laten werken. Er zijn meldingen dat Mambo werkt op Microsoft IIS, maar Apache wordt aanbevolen om Mambo te laten draaien in Windows.

## Mambostichting
De Mambostichting is een non-profitorganisatie die valt onder de wetten van Australië. De stichting is gebaseerd op Eclipse en GNOME en wordt bestuurd door de leden van de stichting via een gekozen 'Board of Directors'. De missie van de Mambostichting is om de ontwikkeling van het Mambosysteem te overzien en het project tegen dreigingen en misbruik te beschermen. De stichting is opgericht in augustus 2005. Er waren ook forums waar nieuwe ideeën besproken werden.

## Geschiedenis van Mambo

### 2000
Miro Construct Pty Ltd, wordt in maart 2000 in Melbourne geregistreerd onder leiding van directeur Peter Lamont, afkomstig uit de reclamewereld. Miro start met de ontwikkeling van Mambo, een 'gesloten-bron', privaat CMS.

### 2001
Het bedrijf gaat over tot een duaal licentiebeleid en Mambo Site Server wordt uitgegeven onder GPL-voorwaarden op Sourceforge in april 2001.
Er is opgetekend dat directeur Peter Lamont heeft gezegd dat indertijd de code werd vrijgegeven als open source met als doel het verzamelen van toevoegingen aan de code, totdat zij het konden uitbrengen als een commercieel product.
Het domein mamboserver.com werd geregistreerd in mei 2001. Vanaf die tijd, tot halverwege 2002, was Miro de enige ontwikkelaar van Mambo, die zorgde voor het verhelpen van 'bugs' en het uitbrengen van veiligheids-updates, zonder echt de code of zijn mogelijkheden te vergroten.

### 2002
Miro geeft het commerciële CMS genaamd Mambo uit in 2002. Met versie 3.0.x wordt de opensource-Mambo Site Server hernoemd tot "Mambo Open Source" (algemeen aangeduid als "MOS").
Robert Castley wordt de projectdirecteur van Mambo Open Source. Aan het eind van 2002 heeft Robert Castley een team van ontwikkelaars rond zich verzameld die op vrijwillige basis aan Mambo Open Source werken. Mambo Open Source 4.0 wordt uitgegeven.

### 2003
Vroeg in het jaar 2003 legt Miro de volledige verantwoordelijkheid van de code bij het ontwikkelteam van het opensourceproject.
Miro concentreert zich op de commerciële producten en Mambo Open Source ontwikkelt zich zeer snel onder leiding van Robert Castley.
Miro brengt Mambo CMS uit, een commerciële versie van Mambo Open Source. Miro claimt hierbij dat Mambo CMS geen code bevat die aan Mambo is toegevoegd nadat Mambo open source was geworden.
Miro Construct Pty Ltd vraagt een vrijwillig faillissement aan in februari 2003 en in augustus wordt Miro International Pty Ltd opgericht. De broncode van Mambo Open Source toont: copyright 2000 - 2003 Miro Construct Pty Ltd.
Aan het eind van het jaar 2003 wordt Mambo het doelwit van juridische aanvallen wat betreft het intellectuele eigendomsrecht van bepaalde delen van de broncode. Het probleem was groot en kostte behalve geld ook veel manuren en uiteindelijk het verlies van enkele cruciale leiders van de Mambo-gemeenschap. Miro schiet Mambo te hulp en biedt juridische en bedrijfsmatige middelen aan om het ontwikkelteam te beschermen en het programma in stand te houden.
Mambo Open Source 4.5 wordt uitgebracht in december 2003. Tegen deze tijd is bijna alle originele code van Miro uit de broncode verdwenen tijdens het herprogrammeren.

### 2004
mamboforge.net start in maart 2004.
'Linux Format' roept Mambo uit tot "Best Free Software Project" van het jaar.
'Linux User and Developer' noemt Mambo "Best Linux or Open Source Software".
Halverwege 2004 wordt de naam "Mambo Open Source" (bijna altijd MOS genoemd) veranderd naar gewoon "Mambo", waardoor beroering ontstaat binnen de gemeenschap omdat dit verwarring zou kunnen veroorzaken over het verschil tussen het (door de gemeenschap ontwikkelde) opensource-CMS en Miro's commerciële pakket, "Mambo CMS".
September: Mambo-versie 4.5.1 wordt uitgebracht, een maand later gevolgd door versie 4.5.1a stable.
Robert Castley treedt af als Projectleider en in november neemt Andrew Eddie die rol over.
In december 2004 wordt het "Mambo Steering Committee" gevormd met vertegenwoordigers van zowel Miro als het Mambo-ontwikkelteam. Dit comité, zo is de bedoeling, zou het Mamboproject moeten beheren.

### 2005
Januari: Andrew Eddie kondigt een strategisch partnerschap aan tussen Mambo en Miro International Pty Ltd, waarbij Miro aanbiedt financiële ondersteuning te bieden voor het opensourceproject, training, commerciële diensten-ondersteuning en ontwikkelaars-certificering.
Februari: Er beginnen besprekingen over de formatie van een non-profitstichting voor het Mamboproject.
Versies 4.5.2 en (iets later) 4.5.2.1 worden uitgebracht.
Het commerciële Mambo CMS wordt onder een nieuwe naam, "Jango", uitgebracht in april 2005.
"Best Open Source Solution" en "Best of Show - Total Industry Solution" tijdens LinuxWorld Boston.
"Best Open Source Solution" tijdens LinuxWorld San Francisco.
Juli: domein mambo-foundation.org wordt opgericht.
Augustus: Mambo Foundation, Inc is officieel gestart op 8 augustus 2005. Mirodirecteur Peter Lamont benoemt zichzelf tot 'President of the Board' van deze nieuwe stichting.
12 augustus: Robert Castley, een inaugureel lid van de Mambo Foundation Board of Regents, verklaart: "De Stichting (Foundation) staat toe dat alles wordt geplaatst buiten Miro inclusief domeinnamen, hosting etc." en gaat verder door te verklaren dat met hém, de stichter van Mambo Open Source, en Andrew Eddie, medelid van de 'Board' van de Mambostichting, Mambo zal worden voortgezet als een succesvol, opensourceproject. Hij sluit zijn verklaring af door te stellen: "Zo, daar heb je het, de twee sleutelfiguren van het succes van Mambo met de touwtjes in handen. Geloof me, Mambo is in zeer, zeer veilige handen!"
Een paar dagen later kondigt het hele team van 'core'-programmeurs publiekelijk aan dat zij Mambo verlaten hebben en kort hierop stapt Robert Castley op als lid van de 'Board of Regents'.
De leden van het voormalige 'core development team' hergroeperen zich onder de naam "Open Source Matters" en de opensourcegemeenschap op mamboserver.com wordt verscheurd door aantijgingen dat de Mambostichting gevormd is zonder inspraak van de gemeenschap en er te weinig controle was vanuit de ontwikkelaars zelf. Mensen uiten hun verdenkingen over de mate van invloed van Miro International. Aan het einde van de maand augustus wordt het nieuwe project Joomla! genoemd en verplaatst het overgrote deel van de voormalige Mambogemeenschap zich naar Open Source Matters. Tegen de tijd dat het eind september werd was Open Source Matters Inc een in New York geregistreerd non-profitbedrijf.
Joomla! positioneert zichzelf als een "productnaamwijziging van Mambo" en brengt zijn eerste 'fork' uit van Mambo als Joomla! 1.0 in september 2005. De twee 'Core'-codes zijn op dit moment zo goed als identiek.
Mambo vormt een nieuw 'core development team' met Martin Brampton als teamleider.
Miro schrijft alle rechten van het copyright van Mambo over aan de Mambostichting.
November: Mambo-versie 4.5.3 wordt uitgebracht.
December: Miro International Pty Ltd schrijft zich vrijwillig uit als een onderneming op 31 december 2005.

### 2006
Januari: De rechten voor Miro International Pty Ltd worden verkocht door Peter Lamont en een nieuwe bedrijfsconstructie genaamd Miro Software Solutions wordt gecreëerd en blijft Jango en andere private software ontwikkelen onder de nieuwe eigenaars.
Maart: Mambo wordt bekroond tot "Best Open Source Software Solution" tijdens LinuxWorld Australia.
April: 'Core developer' en teamleider Martin Brampton biedt zijn ontslag aan en vertrekt.
Chad Auld neemt de rol over als 'Core Developer Team leader'.
Mambo 4.5.4 wordt uitgebracht.
Juli: De websites van de Mambostichting worden onafhankelijk van Mambo Communities Pty Ltd.
Augustus: Na verkiezingen wordt de nieuwe 'Board' van de Mambostichting geïnstalleerd. De Mambostichting is nu geheel onafhankelijk van commerciële belangen.
September: Mambo versie 4.6 wordt uitgebracht.

### 2007
Februari: Mambo 4.5.5 wordt uitgebracht. Dit is de onderhoudsuitgave voor de 4.5.x-branch.

### 2008
Januari: Laatste onderhoudsuitgave 4.5.6 van de 4.5.x-branch vrijgegeven.
Juli: 4.6.5 genaamd "Jupiter" is uitgebracht.